# Лисенков Микола Костянтинович
Мико́ла Костянти́нович Лисенков (23 липня (4 серпня) 1865, м. Москва—14 жовтня 1941, м. Одеса) — російський і радянський хірург, анатом.

## Біографія
Микола Лисенков народився 23 липня (4 серпня) 1865 року в Москві. У 1893 році закінчив медичний факультет Московського університету й був призначений помічником прозектора при кафедрі оперативної хірургії. У 1896 році здобув ступінь доктора медицини за дисертацію «Мозкові грижі та їх лікування». У 1897 році — приват-доцент по кафедрі оперативної хірургії в Московському університеті. У 1902 році Лисенков призначений професором кафедри оперативної хірургії і топографічної анатомії медичного факультету Новоросійського університету в Одесі, став першим завідувачем цієї кафедри. З 1917 року — завідувач кафедри нормальної анатомії, а в 1923 році став завідувачем науково-дослідної кафедри морфології і фізіології Одеського університету. Брав участь в організації охорони народного здоров'я. У 1920 році — один з ініціаторів створення Одеського товариства хірургів, був почесним членом цього товариства до своєї смерті.
Лисенков автор близько 50 наукових робіт, серед них 6 монографій. Запропонував тератоїдну теорію мозкових гриж і методи їх лікування. Автор декількох методів оперативного лікування: способу виокремлення плеча, методів оперативної хірургії порожнини черепа, операції на трійчастому нерві. Розробив новий спосіб консервування анатомічних препаратів. Є одним з авторів підручника з анатомії людини, який перевидавався більше 10 разів.
У 1941 році під час оборони Одеси працював консультантом госпіталів. Помер за 2 дні до окупації міста німецько-румунськими військами.